# Логическая операция
В логике логи́ческими опера́циями называют действия, вследствие которых порождаются новые понятия, с использованием уже существующих. В более узком смысле, понятие логической операции используется в математической логике и программировании.

## Формальная логика
Логические операции с понятиями — такие мыслительные действия, результатом которых являются понимание смысла либо изменение содержания или объёма понятий, а также образование новых понятий.
Операция, раскрывающая сущность понятия:
- определение;

К операциям, которые связаны преимущественно с изменением содержания понятий, относятся:
- отрицание (NOT);
- ограничение;
- обобщение;

К операциям, которые связаны преимущественно с изменением объёмов понятий, относятся:
- логическое сложение (OR);
- логическое умножение (AND);
- логическое вычитание (XOR);
- логическое деление.

Данные операции могут быть записаны математически с помощью теории множеств.
Переход же к математической логике связан с понятием суждений и установлением операций над ними с целью получения сложных суждений.

## Математическая логика
Логическая операция (логический оператор, логическая связка, пропозициональная связка) — операция над высказываниями, позволяющая составлять новые высказывания путём соединения более простых.
В качестве основных обычно называют конъюнкцию ({\displaystyle \land } или &), дизъюнкцию ({\displaystyle \lor }), импликацию ({\displaystyle \to }), отрицание ({\displaystyle \neg }).
В смысле классической логики логические связки могут быть определены через алгебру логики. В асинхронной секвенциальной логике определена логико-динамическая связка в виде операции венъюнкции ({\displaystyle \angle }).

## Программирование
Логическая операция — в программировании операция над выражениями логического (булевского) типа, соответствующая некоторой операции над высказываниями в алгебре логики. Как и высказывания, логические выражения могут принимать одно из двух истинностных значений — «истинно» или «ложно». Логические операции служат для получения сложных логических выражений из более простых. В свою очередь, логические выражения обычно используются как условия для управления последовательностью выполнения программы.
В некоторых языках программирования (например, в языке C++ или  Си) вместо логического типа или одновременно с ним используются числовые типы. В этом случае считается, что отличное от нуля значение соответствует логической истине, а ноль — логической лжи.
Значение отдельного бита также можно рассматривать как логическое, если считать, что 1 означает «истинно», а 0 — «ложно». Это позволяет применять логические операции к отдельным битам, к битовым векторам покомпонентно и к числам в двоичном представлении поразрядно. Такое одновременное применение логической операции к последовательности битов осуществляется с помощью побитовых логических операций. Побитовые логические операции используются для оперирования отдельными битами или группами битов, применяются для наложения битовых масок, выполнения различных арифметических вычислений.
Среди логических операций наиболее известны конъюнкция (&&), дизъюнкция (||), отрицание (!).
Их нередко путают с битовыми операциями, хотя это разные вещи. Например, следующий код на языке Си:
```
if
 
(
action_required
 
&&
 
some_condition
())
 

{

    
/* какие-то действия */

}

```

не выполнит вызов подпрограммы some_condition(), если значение логической переменной action_required ложно. При такой операции второй аргумент операции «&&» вообще не будет вычислен.

### В языках программирования
В следующей таблице для некоторых языков программирования приведены встроенные операторы и функции, реализующие логические операции.
| Язык        | НЕ    | И     | ИЛИ  | Искл. ИЛИ | Эквив. | Не экв. | Другие |
| ----------- | ----- | ----- | ---- | --------- | ------ | ------- | ------ |
| C++         | !     | &     | \|\| | ^         | ==     | !=      |        |
| Fortran     | .NOT. | .AND. | .OR. | .XOR.     | .EQV.  | .NEQV.  |        |
| Java        | !     | &     | \|\| | ^         | ==     | !=      |        |
| Pascal      | not   | and   | or   | xor       | =      | <>      |        |
| PL/I        | ¬     | &     | \|   | ¬         | =      | ¬=      | BOOL   |
| PL/I        | ^     | &     | \|   | ^         | =      | ^=      | BOOL   |
| Prolog      | \+    | ,     | ;    |           |        |         |        |
| Python      | not   | and   | or   | ^         | ==     | !=      |        |
| Turbo Basic | NOT   | AND   | OR   | XOR       | EQV    | <>      | IMP    |
| JavaScript  | !     | &&    | \|\| | ^         | ==     | !=      |        |
| C#          | !     | &&    | \|\| | ^         | ==     | !=      |        |

|        |  |                  |
| (file) |  | (file) (zoom in) |